# Джетере, Сервер Джемилевич
Серве́р Джеми́левич Джетере́ (16 февраля 1906, село Буюк-Ламбат, Таврическая губерния — 1980, Махачкала, Дагестанская АССР, ныне Россия) — советский крымскотатарский актёр, театральный режиссёр

, драматург. Муж Нурие Джетере. Заслуженный артист Крымской АССР, Народный артист Дагестанской АССР (1955).

## Биография
Сервер Джетере родился в Крыму в феврале 1906 года в селе Буюк-Ламбат возле Алушты. Рано потеряв мать, мальчик не ужился с мачехой и в семь лет сбежал из дома в Симферополь. Нищенствовал, промышлял случайными заработками и мелким воровством, пока, наконец, не попал в полицию. Был направлен в детский дом. После школы, в 1923 году, поступил в Казанское художественное училище. Окончив в 1928 году театральный техникум, вернулся в Симферополь, где устроился на работу в Крымскотатарский драматический театр, открытый в октябре 1923 года. Здесь Джетере сыграл Хлестакова в «Ревизоре», Карла Моора в «Разбойниках» Шиллера, Гайдара в «Гибели эскадры» А. Корнейчука. Писал пьесы («Кто кого», «Два брата»), увлекся режиссурой. Первая постановка Сервера Джетере — «Чапаев» по роману Дмитрия Фурманова, в которой он сыграл роль комиссара, имела большой успех.
В 1932 году Сервер женился на двадцатилетней актрисе театра Нурие Джетере. Сценическая жизнь складывалась успешно. Было много ролей, гастролей, поездки на конкурсы и фестивали по городам Советского Союза. Сервер исполнял главные роли в спектаклях классического репертуара, а также в спектаклях крымскотатарских авторов (в частности «Наступление» И. Тархана, «Мотор» Умера Ипчи). В 1937 году Сервер Джетере поступил в Российский университет театрального искусства (ГИТИС) в Москве на режиссерское отделение, которое окончил в 1940 году. К этому времени он был уже Заслуженным артистом Крымской АССР.
В августе 1941 года Сервер добровольцем ушел на фронт. Направлен в Севастополь в десантное подразделение. Семья Джетере осталась в оккупации. В 1942 году Сервер Джетере был тяжело ранен и эвакуирован в госпиталь в Тбилиси. После лечения демобилизован.
От 1942 года актер и режиссер Кумыкского музыкально-драматического театра имени А. П. Салаватова в Буйнакске, а с февраля 1943 в Махачкале. Первой работой стала роль Зубаира в спектакле «Хочбаре», затем — роли Штубе («Разлом»), Отелло по одноименному произведению Шекспира, Султанбек («Аршин мал алан» Узеира Гаджибекова) и другие. Писал пьесы. С 1946 года одновременно занимался педагогической деятельностью — преподавал в театральной студии при театре. Как режиссер Сервер Джетере поставил спектакли «Испанцы» по произведению Михаила Лермонтова, «Без вины виноватые» по пьесе Александра Островского, «Свадьба Фигаро» Бомарше, «Собака на сене» Лопе де Вега, «Фатима» Косты Хетагурова, «Легенда о любви» Назыма Хикмета — в целом более 100 спектаклей. Автор пьес «Кем кимни?» («Кто кого?», 1935), «Эки къардаш» («Два товарища», поставлена в 1936), «Свадьба продолжается» (1946), «Сестры» (1953), «Счастливые» (1958). С 1955 года — Народный артист Дагестанской АССР. С 1966 — член Союза писателей СССР. Заслуженный деятель искусств Дагестанской АССР, награжден почётными грамотами Президиума Верховного Совета Дагестанской АССР и медалью «Ветеран труда»
Умер в 1980 году в Махачкале.